# 216368 Hypnomys
216368 Hypnomys è un asteroide della fascia principale. Scoperto nel 2008, presenta un'orbita caratterizzata da un semiasse maggiore pari a 2,985612 UA e da un'eccentricità di 0,051505, inclinata di 2,792793° rispetto all'eclittica.
Il nome ricorda il genere Hypnomys, roditori di grosse dimensioni, diffusi in passato nelle isole Baleari e attualmente estinti.